# Schönberger Armand
Schönberger Armand, Schönberger Ármin (Galgóc, 1885. április 2. – Budapest, 1974. november 4.) magyar festőművész, grafikus.

## Életpályája
Schönberger Mór (1855–1911) metsző és Glück Jozefa fia. Autodidakta festőként indult, eleinte Munkácsy festményeit másolta, majd a Magyar Képzőművészeti Főiskola szabad szellemű esti aktrajzolási tanfolyamának hallgatója volt. Később Münchenben képezte magát tovább az Anton Ažbe szlovén festő által vezetett akadémizmussal szembenálló szabadiskolában. Ažbe halálát követően, 1905-től a hivatalos müncheni Akadémián tanulója volt, ahol J. C. Herterich és P. Halm voltak a mesterei. Nyaranta megfordult a Nagybányai festőiskolában, abban az időszakban, amikor megindult a Neósok szerveződése. 1912-ig szinte minden nyarát itt töltötte, a Czóbel Béla köré csoportosuló fiatalok nagy hatást gyakoroltak rá.
1909-ben Párizsban járt, ahol Paul Cezanne térszemléletével és Delaunay kubista-expresszionista képeivel ismerkedett meg, ezek döntő befolyással volt későbbi művészetére. Ugyanitt a Grande Chaumière esti aktrajzolásain folytatta saját maga továbbképzését. Ekkor még nagybányai szellemben készítette arcképeit és életképeit, melyeket 1910-ben állított ki a Művészházban. Szemléletváltozása jeléül ezen munkáit később felszabdalta, így ezek néhány kivétellel (pl.: Asztalnál ülő férfi, 1906; Párizsi asszony, Párizsi férfi, 1909) nem rekonstruálható művek. 1913-ban mint szobrász állított ki a Művészházban, azonban ez irányú művészi tevékenységét később abbahagyta. Azon avantgárd művészek között volt, akik a Kassák Lajos szellemi vezetésével megalakult folyóiratok, 1915-ben a Tett, majd 1916-ban a Ma köré csoportosultak. Szerepelt második kiállításukon, innentől fogva együttműködött velük. 1917-ben egyik alapító tagja volt a Hetek festőcsoportnak. Ebben az időszakban készült képein fellelhetőek a Nyolcak, elsősorban pedig Pór Bertalan erőteljes hatása. Műveit ebből a korszakból a kritikusok útkeresőként jellemezték (pl.: Fiúakt, 1917; Család, 1918). Schönberger 1919-ben vezetőségi tagja volt a Képzőművészeti Szövetségnek Kmetty J., Nemes Lampérth J., Bokros Birman Dezső és többek mellett.
A két világháború közti időszakban állást foglalt a progresszív törekvések mellett, ám nem tartott a Ma művészeivel, akik emigrálni kényszerültek. Részt vett 1921-ben a Művészház nyomán megalakult Belvedere kiállításain. Főként expresszív tus-szén és krétarajzokon dolgozott (pl.: Női fej, Önarckép, Híd alatt, 1922), 1923-ban ezekkel szerepelt a Belvedere kiállításain. A Képzőművészek Új Társasága és az Új Művészek Egyesülete kiállításain is részt vett, törzstagja volt a Képzőművészek Új Társaságának annak megalapításától fogva. Hatott rá Cezanne, a kubisták, a német expresszionisták, illetve a fauves színei. Ezen stílusjegyeket konstruktív szemléletű kompozícióba foglalta (pl.: Csendélet, 1920-as évek eleje; Házak a dombon, 1930; Aktkompozíció kutyával, 1929). A két világháború között készített képei portrék és alakos kompozíciók, valamint a nagyvárosi élet színtereit (kávéházak, koncertek, városképek) ábrázolják. Festői elveit követte, 1945 és 1958 között kevés alkalommal állított ki. A csoportos kiállításokon szocialista jellegű próbálkozásai szerepeltek. Az 1960-as években az intim szobasarkok, a harmóniát közvetítő aktok (pl.: Alvó nő, 1964) kaptak nagyobb hangsúlyt. Grafikusi és festői munkássága egyenrangúnak tekinthető, mindkét műfajban továbbvitte a korai avantgárd örökségét.
Házastársa Fürst Margit (1889–1940) volt, Fürst Gyula és Hamburger Borbála lánya, akivel 1915. január 17-én Budapesten, a Terézvárosban kötött házasságot.

## Egyéni kiállítások
- Nemzeti Színház, Budapest (1918)
- Belvedere, Budapest (1922)
- Pozsony (1927, 1928, 1930)
- Nagyvárad (1928)
- Tamás Galéria, Budapest (1930)
- Malmö (1932)
- Fészek Klub, Budapest (1948)
- Műcsarnok, Budapest (1958)
- Életmű-kiállítás, Magyar Nemzeti Galéria, Budapest (kat.) (1970)
- Schönberger Armand emlékkiállítás, Magyar Nemzeti Galéria, Budapest • Türr István Múzeum, Baja (1985)

## Válogatott csoportos kiállítások
- A művész két arca, Alkotás Művészház, Budapest (1947)
- Grafikai kiállítás, Stockholm (1948)
- Szentendrei festők kiállítása, Ferenczy Múzeum, Szentendre (1952)
- Magyar rajz és akvarell a XIX. és XX. században, Magyar Nemzeti Galéria, Budapest (kat.) (1959)
- Oltványi Imre emlékkiállítás, Türr István Múzeum, Baja (1963)
- XX. századi Magyar Grafika, Savaria Múzeum, Szombathely (1974)
- 1920-as és 30-as évekbeli magyar avantgárd, Zichy-kastély, Budapest (1980)

## Művek közgyűjteményekben
- Janus Pannonius Múzeum, Pécs
- Magyar Nemzeti Galéria, Budapest

## Művei (válogatás)
- Déli pályaudvar (akvarell, papír 39 x 57 cm)
- 1933 A gyümölcstál (olaj, vászon 75 x 100 cm)
- Lány galambbal (tempera, papír 30.5 x 44.5 cm)
- 1930 Nő virággal (olaj, fa 69.5 x 49.5 cm)
- Ülő akt (olaj, vászon 59 x 88 cm)
- Városka (olaj, vászon 44.5 x 57.5 cm)
- Csendélet (olaj, vászon 40 x 50 cm)
- Olvasó nő (vegyes technika, karton 38 x 52 cm)
- Felülnézetben (olaj, karton 40 x 57 cm)
- Mi ketten (olaj, vászon )
- Vásár (vegyes technika, karton 79 x 56 cm)
- Olvasó lány (pasztell, papír 35 x 50 cm)
- 1939 Ábrándozó (vegyes technika, papír 62 x 42 cm)
- 1924 Háztetők (tempera, papír 48.5 x 36.5 cm)
- Gyümölcscsendélet palackkal (olaj, karton 46 x 34 cm)
- 1931 Kávéházban (olaj, vászon 67 x 76 cm)
- 1929 Akt kompozíció kutyával (olaj, vászon 97 x 75 cm)
- 1932 Asztal mellett (olaj, vászon 70 x 80 cm)
- Női fej (olaj, fa 26.5 x 45 cm)
- Kettős portré (olaj, karton 66 x 50 cm)
- 1927 Mi ketten (olaj, vászon )
- Jazz a bárban (olaj, karton 65 x 60 cm)
- Szemüveges férfi portréja (vegyes technika, papír 35 x 41 cm)
- Város a domb oldalon (pasztell, papír 34 x 50 cm)
- Kávéház (olaj, vászon 50 x 71 cm)
- 1930 Ablaknál (tempera, karton 59.5 x 86 cm)
- Kávéházban (vegyes technika, papír 50 x 70 cm)
- Háztetők a Krisztinán (pasztell, papír 78 x 56 cm)
- Lovasszekér (pasztell, papír 35 x 50 cm)
- Városrészlet (tempera, papír 55 x 40 cm)
- Olvasó lány (tempera, papír 87.5 x 59 cm)
- 1930 Önarckép (ismeretlen 24 x 30 cm)
- 1935 Levelet olvasó nő (vegyes technika, papír 50 x 70 cm)
- Női félakt (vegyes technika, papír 18 x 22 cm)
- Olvasó lány (vegyes technika, papír 34 x 48 cm)
- Pályaudvar (olaj, vászon 69 x 94 cm)
- Olvasó lány (tempera, papír 86 x 59 cm)
- 1930 Békítés (tempera, papír 48 x 48 cm)
- Szendergő leány (vegyes technika, papír 39 x 33 cm)
- Könyöklő leány (pasztell, papír 27 x 37 cm)
- 1933 Látogatás (olaj, karton 68.5 x 97.5 cm)
- Szajnapart (olaj, vászon 66 x 50.5 cm)
- Anyaság (pasztell, papír 47 x 64 cm)
- Asztali csendélet kancsókkal (olaj, vászon 63 x 66 cm)
- 1930 Kávéházban (vegyes technika, karton 50 x 50 cm)
- Kéttős portré madárral (olaj, karton 37 x 44 cm)
- Kettesben (tempera, papír 40 x 53 cm)
- Kislány gyöngysorral (tempera, papír 19 x 23 cm)
- Férfiportré (olaj, papír 28 x 39 cm)
- Vöröshajú lány (pasztell, papír 23 x 31 cm)
- Női akt fehér lepellel (olaj, vászon 50 x 70 cm)
- 1954 Virágcsendélet (olaj, vászon 35 x 35 cm)
- 1954 Csendélet (olaj, karton 58 x 80 cm)
- Csendélet (olaj, karton 44 x 34 cm)
- Kávéház (szén, papír 48 x 64 cm)
- Pesti háztetők (pasztell, papír 31 x 47 cm)
- Budapesti részlet lovaskocsival (pasztell, papír 34.5 x 50 cm)
- 1926 Csendélet almákkal és kandallóórával (olaj, vászon 61 x 70 cm)
- Önarckép (olaj, karton 30 x 40 cm)
- 1929 Zenélők (olaj, vászon 60.5 x 80.5 cm)
- Női portré (olaj, vászon 10 x 14 cm)
- Levelet olvasó nő (olaj, vászon 35 x 50 cm)
- Vasúti sínek (olaj, vászon 44.5 x 37.5 cm)
- Asztaltársaság (vegyes technika, papír 53 x 73 cm)
- Kávéházban (vegyes technika, papír 35 x 50 cm)
- Gordonkás (szén, papír 29 x 47 cm)
- Elmélyülten olvasó (vegyes technika, papír 30 x 44 cm)
- Álom (pasztell, tempera, papír 35 x 24 cm)
- Virágcsendélet (tempera, papír 55 x 69 cm)
- Virágcsendélet almákkal (olaj, vászon 50 x 70 cm)
- Álmodozó (vegyes technika, papír 34 x 40 cm)
- 1928 Kávéházi koncert (olaj, vászon 80 x 99 cm)
- Vasút (vegyes technika, papír 58 x 49 cm)
- Anya gyermekével (pasztell, papír 24 x 31 cm)
- Akt szabadban (vegyes technika, papír 100 x 70 cm)
- Kék ruhás leány (vegyes technika, papír 28.5 x 43.5 cm)
- Csendélet almákkal és üvegpohárral (tempera, papír 40 x 50 cm)
- 1932 Asztaltársaság (olaj, vászon 69.5 x 79.5 cm)
- Csendélet almákkal és csészével (olaj, karton 64.5 x 84.5 cm)
- 1928 Műteremben olvasó nő (olaj, karton 37.5 x 51 cm)
- Olvasó lány (pasztell, papír 31 x 46 cm)
- Férfiportré (olaj, vászon 32.5 x 54 cm)
- Nő enteriőrben (szén, papír 30 x 22 cm)
- Szendergő (pasztell, karton 80 x 50 cm)
- Szőke lány (olaj, papír 34.5 x 49.5 cm)
- Aktok (tempera, papír 48.5 x 67.5 cm)
- Krumplit hámozó (tus, papír 19 x 28 cm)
- 1930 Vigasztalás (olaj, papír kartonon 50 x 50 cm)
- Hölgy galambbal (pasztell, papír 30 x 43 cm)
- 1929 Akt (akvarell, papír 29.5 x 21 cm)
- 1929 Út és házak (olaj, karton 70 x 99 cm)
- Háztetők (olaj, vászon 57 x 44 cm)
- Szerelmespár (olaj, karton 33.5 x 38.5 cm)
- Város (Házak Budán) (olaj, vászon 60 x 60 cm)
- Csendélet (vegyes technika, papír 48 x 69 cm)
- 1925 Asztaltársaság (olaj, papír 43 x 45 cm)
- 1929 Virágcsendélet nyitott könyvvel (olaj, vászon 45.5 x 61 cm)
- Három hölgy (olaj, karton 46 x 55 cm)
- Köszörűs (akvarell, olaj, papír 80 x 56.5 cm)
- Kikötő (olaj, karton 70.5 x 70.5 cm)
- Olvasó lány (vegyes technika, papír 45 x 60 cm)
- Folyópart (pasztell, papír 40 x 29 cm)
- Dunapart uszályokkal (vegyes technika, papír 43 x 30 cm)
- Tájkép (Buda) (olaj, vászon 50 x 60 cm)
- Város (olaj, papír 34 x 42 cm)
- 1920 Kislány tányérral (olaj, vászon 30 x 40 cm)
- Kabaré (olaj, vászon 73 x 108 cm)
- Virágot rendezgető leány (pasztell, papír 45 x 62 cm)
- 1931 Modell enteriőrben, csendélettel (olaj, vászon 74 x 94 cm)
- 1928 Kávéház (vegyes technika, papír 32 x 24 cm)
- Kékruhás nő (olaj, karton 43 x 60 cm)
- Nagyváros (vegyes technika, papír 39 x 29 cm)
- 1931 Akt műteremben (olaj, vászon 72 x 93 cm)
- Városrészlet (pasztell, papír 35 x 50 cm)
- Szobában (olaj, vászon 56 x 61 cm)
- 1919 Önarckép műteremben, háttérben képekkel (olaj, vászon 47 x 68 cm)
- Kávéházban (vegyes technika, papír 42 x 34 cm)
- Olvasó lány (pasztell, papír 39 x 50 cm)
- Olvasó lány (pasztell, papír 34 x 45 cm)
- Beszélgetők (vegyes technika, papír 13 x 17 cm)
- 1931 Akt műteremben (olaj, vászon 72 x 93 cm)
- 1920 Önarckép műteremben kék nyakkendővel (olaj, vászon 33 x 44 cm)
- Női fej (pasztell, papír 24 x 32 cm)
- Merengő (vegyes technika, papír 35 x 50 cm)
- 1933 Női portré kilátással a városra (olaj, vászon 53 x 63 cm)
- Csendélet almákkal és üveggel (olaj, papír 45 x 35 cm)
- 1921 Kávéházban (akvarell, papír 39 x 31 cm)
- Hajladozó fa (olaj, papír 40 x 57 cm)
- Csendélet nyitott könyvvel (olaj, vászon 70 x 75 cm)
- Önarckép (olaj, vászon kartonon 44 x 34 cm)
- Lányakt (vegyes technika, papír 11 x 13 cm)
- Lány (vegyes technika, papír 22 x 31 cm)
- Csend (olaj, karton 32 x 50 cm)
- Modell műteremben (Kékruhás lány) (olaj, karton 43 x 60 cm)
- Csendélet gyümölcsöstállal (olaj, vászon 74 x 65 cm)
- Városrészlet folyóval (olaj, vászon 43 x 46 cm)
- A vándorköszörüs (vegyes technika, papír 27 x 39 cm)
- Vásár (vegyes technika, karton 79 x 56 cm)
- Alvó nő (pasztell, papír 26 x 22 cm)
- Anya gyermekével (olaj, karton 31 x 78 cm)
- 1922 Önarckép (tus, papír 22 x 30 cm)
- 1949 Kisfiú portréja (tempera, papír 35 x 35 cm)
- 1920 Asztali csendélet (olaj, karton 40 x 44 cm)
- Kislány virággal (Vegyestechnika, papír 24 x 35 cm)
- Akt fehér galambbal (pasztell, papír 35 x 50 cm)
- Olvasó nő (pasztell, papír 34 x 48 cm)
- 1938 Férfi és nő (Vegyestechnika, papír 49 x 67 cm)
- Nagyvárosban (tempera, vászon 46 x 47 cm)
- Kávéház (olaj, karton 54.5 x 70 cm)
- 1925 Kislány (Vörös háttér előtt) (akvarell, papír 29 x 42 cm)
- 1928 Ifjak (olaj, karton 68 x 98 cm)
- 1933 Kéknyakkendős férfi (pasztell, papír 39 x 43 cm)
- 1935 Merengő (olaj, vászon 66 x 86.5 cm)
- Család (olaj, vászon 53 x 48 cm)
- 1943 Ülő akt (tempera, papír 29 x 44 cm)
- Akt fátyollal (Női akt), 1960 körül (olaj, vászon 29 x 47 cm)
- 1939 Kávéházban (tempera, papír 50 x 68 cm)
- Kislány (olaj, vászon kartonon 35 x 32 cm)
- 1933 A gyümölcstál (olaj, vászon 75 x 100 cm)
- Önarckép (olaj, vászon 47 x 58 cm)
- Akt fehér lepellel (olaj, papír 60 x 84 cm)
- Absztrakt asztali csendélet (olaj, karton 56 x 38 cm)
- 1931 Női portré (Fekete kréta, papír 30 x 43 cm)
- 1924 Dombos táj házakkal (olaj, karton 39 x 49 cm)
- Körhinta (olaj, karton 20 x 23 cm)
- Asztalnál, 1924-1928 között (olaj, vászon 80.5 x 66.5 cm)
- 1920 Folyómenti város (olaj, karton 30 x 23.5 cm)
- Kávéházi nyüzsgés (akvarell, pasztell, papír 35 x 51 cm)
- Női fej (olaj, falemez 26 x 45 cm)
- Domboldal házakkal (olaj, vászon 42 x 42 cm)
- 1933 Műteremben (olaj, vászon 54 x 63 cm)
- Szőke lány zöld szemekkel (tempera, papír 30 x 40 cm)
- 1913 Levelet író lány (olaj, vászon 36 x 44 cm)
- 1934 Zöld ruhás nő (olaj, vászon 59 x 79 cm)
- Alakok kutyával (olaj, vászon 97 x 75 cm)
- Házak domboldalon (A Margit utca Budán) (pasztell, papír 35 x 51 cm)
- Önarckép (tempera, papír 33 x 55 cm)
- Olvasó nő (tus, papír 60 x 79 cm)
- Városkép (olaj, vászon 60.5 x 80 cm)
- Olvasó nő (tus, papír 60 x 79 cm)
- Leányfej (tempera, papír 24 x 32.5 cm)
- Színházban (pasztell, papír 29.5 x 44 cm)
- 1922 Város madártávlatból (pasztell, papír 43.5 x 35 cm)
- Kisvárosi utcarészlet (akvarell, pasztell, papír 39 x 28 cm)
- 1930 Város (olaj, vászon 65.5 x 86 cm)
- Kikötőben (olaj, vászon kartonon 59.5 x 45.5 cm)
- Kávéházi nyüzsgés (akvarell, pasztell, papír 35 x 51 cm)
- 1928 Zenészek, 1928 körül (Vegyestechnika, papír 79.5 x 56 cm)
- 1926 Óbuda (olaj, karton 50 x 65 cm)
- Barátnők (pasztell, tempera, papír 49.5 x 70 cm)
- 1924 Asztali csendélet (olaj, karton 61 x 81 cm)
- Városkép sárga tűzfallal (olaj, vászon 63.5 x 76 cm)
- 1917 Levelet író nő (tus, papír 44 x 59.5 cm)
- Levelet olvasó hölgy (vegyes technika, papír 35 x 50 cm)
- Önarckép (tempera, papír 44 x 67 cm)
- Pályaudvar, 1930-as évek második fele (olaj, vászon 69 x 94 cm)
- Fiatal nő (vízfesték, papír 25 x 35 cm)
- Macskaköves udvar (olaj, karton 50 x 66 cm)
- Női portré (pasztell, papír 23 x 26 cm)
- 1923 Ivók (Mulatozók) (olaj, vászon 94 x 79 cm)
- Női fej (vízfesték, papír 24 x 34 cm)
- 1926 Város madártávlatból (olaj, karton 49.5 x 66 cm)
- Város télen (olaj, vászon 58 x 78 cm)
- Akt fátyolban (pasztell, papír 70 x 88.5 cm)
- Portré (Önarckép?) (olaj, papír 18 x 24 cm)
- Akt gyümölccsel (szén, papír 30 x 42 cm)
- 1929 Iró nő (szén, papír 28 x 36 cm)
- Portré (Vegyestechnika, papír 21.5 x 27 cm)
- Erotikus jelenet (tus, papír 11 x 17 cm)
- 1928 Család (olaj, vászon 63 x 83 cm)
- 1935 Ablak előtt olvasó nő (Pasztell, vegyestechnika, papír 50 x 70 cm)
- Lovasszekér a városban (szén, papír 49.5 x 35 cm)
- Beszélgetők (olaj, karton 40 x 60 cm)
- Leckeírás (pasztell, papír 32 x 47 cm)
- 1954 Virágcsendélet (olaj, vászon 39.5 x 50 cm)
- 1920 Csendélet szoborral (olaj, vászon 73 x 89 cm)
- Városrészlet (tempera, papír kartonon 43 x 58.5 cm)
- Város (pasztell, papír 35 x 50 cm)
- Társaság (pasztell, papír 44 x 59.5 cm)
- Újságot olvasó nő (olaj, papírlemez 37.5 x 51 cm)
- 1928 Palatinus házak (Vegyestechnika, papír 29 x 22.5 cm)
- Pesti háztetők (Fehér háztetők) (pasztell, papír 33 x 48 cm)
- 1921 Kávéházban (Vegyestechnika, papír 28.5 x 40.5 cm)
- Csendélet körtékkel (tempera, papír 42.5 x 61 cm)
- Női akt (vízfesték, papír 34 x 49.5 cm)
- 1955 Csendélet könyvvel (olaj, karton 42 x 58.5 cm)
- Tabáni részlet (pasztell, karton 45 x 62 cm)
- 1924 Kávéház (akvarell, papír 41.5 x 34 cm)
- Szerelmespár (Simogatás) (szén, papír 43.5 x 50 cm)
- Fekvő akt (tempera, karton 85 x 60 cm)
- Két akt (vízfesték, karton 67 x 98.5 cm)
- Önarckép (tempera, papír 42.5 x 56 cm)
- Olvasó nő (lavírozott tus, papír 31.5 x 47 cm)
- Férfiportré (olaj, vászon 44.5 x 64.5 cm)
- Kertben (linómetszet, papír 26.5 x 27.5 cm)
- Női portré (tempera, karton 60 x 87 cm)
- Csendélet almákkal (olaj, vászon 62 x 85 cm)
- Fekvő akt (tempera, karton 86.5 x 57.5 cm)
- Aktok (tempera, papír 60 x 84 cm)
- Női portré (olaj, vászon 52 x 52 cm)
- Önarckép (olaj, vászon kartonon 24.5 x 34 cm)
- 1926 Város madártávlatból (Óbuda) (olaj, karton 49.5 x 66 cm)
- 1950 Kompozíció (vegyes technika, papír 20 x 30 cm)
- 1938 Önarckép (olaj, falemez )
- Asztali csendélet (olaj, vászon 70 x 50 cm)
- 1930 Olvasó lány (pasztell, papír 39 x 51 cm)
- Vörös lány galambbal (tempera, papír 40 x 50 cm)
- Önarckép (olaj, karton 18 x 24 cm)
- Ságvári Endre portréja (olaj, karton 50 x 70 cm)
- Háztetők (olaj, karton 33 x 55 cm)
- 1945 Havas udvar (olaj, tempera, karton 45 x 59.5 cm)
- Feleségem portréja (akvarell, tempera, papír 26.5 x 39 cm)
- Önarckép (Vegyestechnika, papír 45 x 65 cm)
- Rakpart (olaj, karton 80 x 57 cm)
- 1953 Női portré (olaj, vászon 40 x 50 cm)
- Csendélet nyitott könyvvel (olaj, vászon 70 x 75 cm)
- Lány kosárral (olaj, vászon 60 x 78 cm)
- Olvasó lány (pasztell, papír 25.5 x 35.5 cm)
- Férfi fej (akvarell, papír 12 x 11 cm)
- 1930 Art deco nő (olaj, vászon 54.5 x 65.5 cm)
- Márai Sándor portréja (olaj, vászon 41.5 x 64 cm)
- Önarckép (lavírozott tus, papír 39 x 50 cm)
- Akt galambbal (pasztell, papír 34.5 x 49 cm)
- Délutáni pihenő (pasztell, papír 48 x 62 cm)
- 1939 Olvasó lány (vegyes technika, karton 60 x 46 cm)
- Asztalnál ülő pár (olaj, karton 52.5 x 65.5 cm)
- Kislány (pasztell, papír 30 x 46 cm)
- Asztalnál (olaj, vászon 80.5 x 66.5 cm)
- Olvasó lány (vízfesték, pasztell, papír 44 x 59.5 cm)
- 1931 Kávéházban (olaj, vászon 67 x 76 cm)
- 1848 Coastal view with village on an outcropping (Festmények 55.88 x 40.64 cm)
- Table still life with bread and fruit (Festmények 60.96 x 81.28 cm)
- City (grafika, papír 38.1 x 27.94 cm)
- Beside the table (grafika, papír 43.18 x 55.88 cm)
- Female head (grafika, papír 22.86 x 33.02 cm)
- Day-dreamer (grafika, papír 35.56 x 50.8 cm)
- 1933 Female portrait with a view (Festmények 53.34 x 63.5 cm)
- Still life with bowl of fruit (Festmények 60.96 x 83.82 cm)
- Horse with cart outside stable (grafika, papír 33.02 x 50.8 cm)
- Village scene (Festmények 63.5 x 76.2 cm)
- Woman reading a letter (grafika, papír 35.56 x 50.8 cm)
- Portrait of a man wearing glasses (Festmények 43.18 x 66.04 cm)
- Train station (Festmények 68.58 x 93.98 cm)
- Reading girl (grafika, papír 45.72 x 60.96 cm)
- 1931 Sitting nude in the studio (Festmények 71.12 x 93.98 cm)
- Merry-Go-Round (olaj, karton 20.5 x 23.3 cm)
- 1924 Hilly landscape with houses (olaj, karton 39.5 x 49.5 cm)
- 1943 Sitting nude (tempera, papír 29.5 x 44 cm)
- Family (olaj, vászon 53 x 48 cm)
- Nu allong (Olaj, pozdorja 85 x 57 cm)
- Nu allong (Olaj, pozdorja 84 x 60 cm)
- 1928 Youth (olaj, karton 68.5 x 98 cm)
- 1925 Girl in front of red background (akvarell, papír 29.5 x 42.5 cm)
- 1937 Stillleben mit (vegyes technika, papír krétával 50 x 70 cm)
- 1938 Almás csendélet (olaj, vászon 66 x 77 cm)
- Teázás (A művész felesége és leánya) (pasztell, papír 34 x 50 cm)
- Olvasó lány (pasztell, papír 34.5 x 48 cm)
- Lány kalapban (Rézkarc, papír 16 x 25 cm)
- 1929 Virágcsendélet (olaj, vászon 46.5 x 62 cm)
- 1965 Akt lepelben (pasztell, papír 48 x 67 cm)
- Ca te de la Pait (tempera )
- Dunai rakpart (olaj, vászon 59 x 43 cm)
- 1940 Man with Book (olaj, vászon )
- Still life (tempera )
- 1933 Visitation (olaj, vászon 68.5 x 97.5 cm)
- Olvasó akt (pasztell, papír 75 x 60 cm)
- 1960 Fiatal nő képmása (olaj, vászon 30 x 40 cm)
- Lovasszekér (pasztell, papír 35 x 50 cm)
- Városrészlet (tempera, papír 55 x 40 cm)
- Kávéházi jelenet (olaj, karton 65 x 50 cm)
- Önarckép (ceruza, papír 29.5 x 39 cm)
- Vízparti táj (olaj, vászon 70 x 50 cm)
- Still life (olaj, vászon 50.8 x 71.12 cm)
- Bathers (vízfesték és olaj, papír 43.18 x 58.42 cm)
- 1929 Female thinking writing letter (áttetsző vízfesték 43.18 x 60.96 cm)
- Ladies drinking coffee (akvarell 55.88 x 45.72 cm)
- 1930 Horse-drawn cart in street (olaj, vászon 66.04 x 55.88 cm)
- 1922 Suburbian street (olaj, farost a papírlemezen 40.64 x 43.18 cm)
- 1921 In the cafe (ceruza és akvarell 38.1 x 30.48 cm)
- Nature morte (tinta 17.78 x 15.24 cm)
- Townscape (grafika, papír 17.78 x 27.94 cm)
- 1930 Woman with vase of flowers (olaj, papír 48.26 x 68.58 cm)
- Joueurs de cartes (grafika, papír 35.56 x 50.8 cm)
- Young girl (grafika, papír 12.7 x 15.24 cm)
- Street scene (Olaj, pozdorja 40.64 x 43.18 cm)
- 1930 Woman with flower vase (olaj, papír 48.26 x 68.58 cm)
- Walk through the town (akvarell 43.18 x 33.02 cm)
- Portrait of girl (grafika, papír 25.4 x 35.56 cm)
- Woman thinking (vegyes technika 45.72 x 53.34 cm)
- Town (olaj, vászon 33.02 x 43.18 cm)
- Embankment of the Danube with barges (grafika, papír 43.18 x 30.48 cm)
- Cabaret (olaj, vászon 73.66 x 109.22 cm)
- Girl arranging flowers (grafika, papír 45.72 x 60.96 cm)
- Female figures on stage with audience looking on (grafika, papír 27.94 x 43.18 cm)
- 1922 Abstract village (grafika, papír 43.18 x 35.56 cm)
- Village scene (grafika, papír 38.1 x 27.94 cm)
- 1930 Town scene (olaj, vászon 66.04 x 86.36 cm)
- Model in an interior with a still life (olaj, vászon 73.66 x 93.98 cm)
- Blues dresses woman (olaj, karton 43.18 x 60.96 cm)
- Portrait of a lady (tempera, papír 22.86 x 33.02 cm)
- In the harbour (olaj, vászon cikkben a kártyán 58.42 x 45.72 cm)
- Swarming in the coffee house (grafika, papír 35.56 x 50.8 cm)
- 1928 Musicians (grafika, papír 78.74 x 55.88 cm)
- Obuda (olaj-kártya 50.8 x 66.04 cm)
- Friends ( 48.26 x 71.12 cm)
- Company by table (olaj, papír 43.18 x 45.72 cm)
- 1929 Still life of flower with an open book (olaj, vászon 45.72 x 60.96 cm)
- Grinder (akvarell és az olaj 78.74 x 55.88 cm)
- Three ladies (olaj, karton 45.72 x 55.88 cm)
- Port (olaj, karton 71.12 x 71.12 cm)
- Woman reading (grafika, papír 33.02 x 48.26 cm)
- 1926 Csendélet (olaj, karton 40 x 49 cm)
- Figures in a cafe (grafika, papír 60.96 x 91.44 cm)
- Composition with horse and cart in street scene (olaj, vászon 50.8 x 60.96 cm)
- Woman reading (grafika, papír 60.96 x 78.74 cm)
- View of the town (olaj, vászon 60.96 x 78.74 cm)
- Chinese lady (olaj, vászon 30.48 x 40.64 cm)
- 1954 Still life with flowers in a jug (olaj, vászon 38.1 x 50.8 cm)
- Railway station (olaj, vászon 68.58 x 93.98 cm)
- Still life with flowers (olaj, vászon 35.56 x 35.56 cm)
- 1954 Still life (olaj, karton 58.42 x 78.74 cm)
- Roofs in Pest (pasztell 30.48 x 48.26 cm)
- In a company, 1926 (vegyes technika 55.88 x 73.66 cm)
- 1932 Cafe interior (olaj, vászon 71.12 x 78.74 cm)
- Lovers (olaj, karton 33.02 x 38.1 cm)
- Town – Houses in Buda (olaj, vászon 60.96 x 60.96 cm)
- Girl in blue dress (vegyes technika 27.94 x 43.18 cm)
- Still life with apple and glass (tempera 40.64 x 50.8 cm)
- Woman reading in studio (Olaj, pozdorja 38.1 x 50.8 cm)
- Girl reading (pasztell 30.48 x 45.72 cm)
- Still life of apple with a glass (olaj, vászon 45.72 x 35.56 cm)
- In the coffee house (vegyes technika 35.56 x 50.8 cm)
- Still life (vegyes technika 48.26 x 68.58 cm)
- Cellist (faszén 27.94 x 48.26 cm)
- Engrossed in reading (vegyes technika 30.48 x 43.18 cm)
- Dream ( 35.56 x 22.86 cm)
- Daydreamer (vegyes technika 33.02 x 40.64 cm)
- Railway (vegyes technika 58.42 x 48.26 cm)
- Blond girl (olaj, papír 33.02 x 48.26 cm)
- Nudes (tempera, papír 48.26 x 66.04 cm)
- Untitled (kréta 33.02 x 48.26 cm)
- Domboldal házakkal (olaj, karton 74 x 57 cm)
- 1938 Still life with apples (olaj, vászon 66.04 x 76.2 cm)
- Drinking tea, the artist's wife and daughter (grafika, papír 33.02 x 50.8 cm)
- 1928 Harbour scene (grafika, papír 27.94 x 22.86 cm)
- View of rooftops (grafika, papír 33.02 x 48.26 cm)
- 1921 Cafe interior with figures seated (grafika, papír 27.94 x 40.64 cm)
- Still life with vase of flowers, fruit on plate and bottle (tempera 43.18 x 60.96 cm)
- In the room (olaj, vászon 55.88 x 60.96 cm)
- River bank (grafika, papír 40.64 x 27.94 cm)
- City detail (grafika, papír 35.56 x 50.8 cm)
- 1919 Self-portrait in the atelier with paintings in background (olaj, vászon 48.26 x 68.58 cm)
- In the coffee house (grafika, papír 43.18 x 33.02 cm)
- Girl reading (grafika, papír 38.1 x 50.8 cm)
- Girl reading (grafika, papír 33.02 x 45.72 cm)
- Boats in a harbor (szén, pasztell, akvarell, papír 44.5 x 40 cm)
- Seated nude (szén, papír 28.6 x 43.2 cm)
- Personnages au sofa (tempera 67 x 54 cm)
- Model in an artist's studio (olaj, vászon 43.8 x 43.2 cm)
- Dinner Conversation ( 48.6 x 63.5 cm)
- Au bistrot (Olaj, pozdorja 24 x 32 cm)
- Street scene ( 23 x 29.2 cm)
- Kávéház (Vegyestechnika, papír 47 x 59.5 cm)
- Tabáni házak előtt (pasztell, papír 44 x 60.5 cm)
- Kékruhás nő (olaj 30 x 40 cm)
- Ebédelő házaspár (pasztell, papír 44 x 34 cm)
- Ebédlő házaspár (pasztell, papír 44 x 34 cm)
- Folyó partján (grafika 46 x 34 cm)
- Alvó nő ( 25 x 39 cm)
- Cirkusz (pasztell 29 x 25 cm)
- Alvó nő (grafika 25 x 39 cm)
- Folyó partján (grafika 46 x 34 cm)
- Cirkus (pasztell 29 x 25 cm)
- Önarckép (grafika 21 x 30 cm)
- Önarckép ( 21 x 30 cm)
- Önarckép (grafika 21 x 30 cm)
- Lámpafénynél (akvarell, papír 29 x 35 cm)
- Lámpafénynél (akvarell, papír 29 x 35 cm)
- Lámpafénynél (akvarell, papír 29 x 35 cm)
- Csendélet (tempera 53 x 70 cm)
- Anya és gyermeke (rézkarc, papír 30 x 40 cm)
- Kompozíció (grafika, papír 28 x 38 cm)
- Kompozíció (grafika, papír 28 x 38 cm)
- Önarckép (olaj, papír 25.5 x 32.5 cm)
- 1928 Város a domboldalon (olaj, vászon 68 x 89 cm)
- 1928 Kávéházi koncert (olaj, vászon 80.5 x 99.5 cm)
- 1929 Út és házak (olaj, karton 70 x 99 cm)
- 1960 Akt fátyollal (olaj, vászon 29 x 47 cm)
- 1929 Házak a budai domboldalon (olaj, karton 91 x 76 cm)
- Város kikötővel (olaj, vászon 70.5 x 50.5 cm)
- Utcarészlet (vízfesték, papír 30.5 x 44 cm)
- Vonatpályaudvar (Olaj, papír, papírlemezen 60 x 80 cm)
- 1929 Zenélők (olaj, vászon 60.5 x 80.5 cm)
- Műtermi csendélet gyümölcsökkel (olaj, vászon 50.5 x 70 cm)
- 1927 Ketten (olaj, vászon 95 x 76 cm)
- Női portré (olaj, karton 29 x 42 cm)
- Nagyváros (olaj, vászon 90.5 x 115.5 cm)
- Barátnők (Pasztell, tempera, papír 49.5 x 70 cm)
- Pesti háztetők (Fehér háztetők) (pasztell, papír 33 x 48 cm)
- 1939 Hölgy virággal (vízfesték, pasztell, papír 36 x 50 cm)
- Városrészlet (Rózsadomb) (pasztell, papír 36 x 50 cm)
- Városkép viadukttal (olaj, vászon 60 x 50 cm)
- 1930 Nagyvárosi utca (pasztell, papír 34 x 50 cm)
- Csendélet körtékkel (olaj, vászon 60 x 50 cm)
- 1930 Város (olaj, vászon 49.5 x 40 cm)
- Olvasó lány (pasztell, papír 23.5 x 35 cm)
- 1935 Olvasó kislány (pasztell, papír 34 x 50 cm)
- 1933 Lány fehér galambbal (pasztell, papír 33 x 41 cm)
- Női portré (olaj, fa 28 x 46 cm)
- Asztali csendélet kancsókkal (olaj, vászon 63 x 66 cm)
- Fürdés után (olaj, papír 31.5 x 45 cm)
- Akt gyümölcsöstállal (pasztell, papír 34.5 x 50.5 cm)
- A téli Duna (olaj, fa 25 x 16 cm)
- Városrészlet (Buda) (olaj, vászon 51 x 60.5 cm)
- Pesti háztetők (pasztell, karton 32 x 47.5 cm)
- 1931 Modell enteriőrben (olaj, vászon 74 x 94 cm)
- Külvárosi hajnal (akvarell, papír 41 x 58 cm)